# Fort Johnson North
Fort Johnson North es un lugar designado por el censo ubicado en la parroquia de Vernon en el estado estadounidense de Luisiana. En el Censo de 2010 tenía una población de 2864 habitantes y una densidad poblacional de 131,89 personas por km².

## Geografía
Fort Johnson North se encuentra ubicado en las coordenadas 31°6′2″N 93°10′28″O / 31.10056, -93.17444. Según la Oficina del Censo de los Estados Unidos, Fort Johnson North tiene una superficie total de 21.71 km², de la cual 21.7 km² corresponden a tierra firme y (0.05%) 0.01 km² es agua.

## Demografía
Según el censo de 2010, había 2864 personas residiendo en Fort Johnson North. La densidad de población era de 131,89 hab./km². De los 2864 habitantes, Fort Johnson North estaba compuesto por el 74.02% blancos, el 11.49% eran afroamericanos, el 1.19% eran amerindios, el 2.23% eran asiáticos, el 0.87% eran isleños del Pacífico, el 4.75% eran de otras razas y el 5.45% pertenecían a dos o más razas. Del total de la población el 15.01% eran hispanos o latinos de cualquier raza.